# Offensive lineman
Cet article court présente un sujet plus développé dans : Centre (football américain), Offensive guard et Offensive tackle.
Un offensive lineman (pluriel : offensive linemen), nommé joueur de ligne offensive au Canada, désigne les joueurs de la ligne offensive au football américain et au football canadien.
Le terme comprend les centres, offensive guards (« gardes » au Canada) et offensive tackles (« bloqueurs » au Canada).